# Jesús Colina
Jesús Colina (Miranda de Ebro, 1969) è un giornalista spagnolo che ha lavorato a Roma, creato e diretto ZENIT ed è stato direttore e editore del quotidiano Aleteia.

## Biografia
Nel 1991 è stato caporedattore della proiezione mondiale messicana, dell'American Catholic World Report e del francese Le Temps de l'Eglise. Dal 1994 lavora a Roma come corrispondente per il supplemento Alpha e Omega distribuito con il quotidiano ABC. Ha anche scritto per Avvenire e il National Catholic Register.
Ha fondato l'agenzia di stampa cattolica ZENIT nel 1997. Nel 1998 è stato anche responsabile del contenuto RIIAL. Nel 2011 i Legionari di Cristo hanno deciso di fare a meno di lui per mostrare un'identità più istituzionale. Nel 2007, Papa Benedetto XVI lo ha nominato consulente del Pontificio Consiglio per le comunicazioni sociali.
Ha iniziato a lavorare su un nuovo progetto nel 2011 e ha fondato Aleteia, un giornale digitale di notizie cattoliche con il sostegno della Fondazione per la nuova evangelizzazione attraverso i media. È stato presidente e direttore editoriale di Aleteia.
Ha ricevuto il "Bravo!" nel 2018 della Conferenza episcopale spagnola. Ha anche ricevuto il Servitor Pacis Award per i suoi contributi professionali nel 2006 presso la sede delle Nazioni Unite a New York.